# 라그나르의 아들들의 사트르

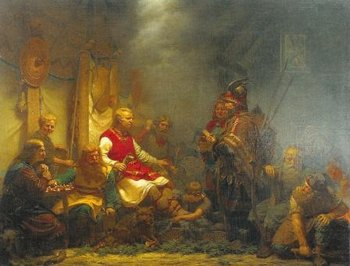
엘라의 사자가 라그나르의 아들들을 만나는 장면. 1857년 아우구스트 말스트룀 그림.

라그나르의 아들들의 사트르(고대 노르드어: Ragnarssona þáttr 라그나르스소나 사트르)는 라그나르 로드브로크 일가에 관한 사트르(고대 노르드어 단편소설)다.

## 줄거리
시구르드 흐링그가 죽자 그 아들 라그나르 로드브로크가 스비아인과 데인인의 왕위를 이어받았다. 라그나르가 너무 어려서 땅을 제대로 지키지 못하리라 생각한 많은 외국의 왕들이 쳐들어왔다.
예탈란드의 야를 헤라두르는 라그나르의 제후들 중 하나였는데, 토라 보르가르효르트라는 아름다운 딸이 있었다. 헤라두르는 토라에게 작은 린트부름을 애완동물로 주었는데, 시간이 지나자 린트부름이 너무 커져서 토라가 사는 탑을 휘어감고 아무도 다가오지 못하게 하면서 하루에 소 한 마리를 먹이로 받아먹었다. 헤라두르는 숨블(연회) 자리에서 린트부름을 죽이는 사나이에게 딸을 주겠다고 약속했다.
이 이야기를 들은 라그나르는 베스테르예틀란드로 갔다. 그리고 털반바지에 타르를 먹이고 그 위에 모래를 뿌린 것을 입었다. 창 한 자루를 들고 린트부름에게 다가가니 린트부름이 독을 뿜었다. 라그나르는 방패와 털반바지로 독을 막아냈고, 창질을 해서 린트부름의 심장을 꿰뚫어 죽였다. 이로써 토라와 결혼한 라그나르는 고탈란드를 기반으로 자신의 왕국을 되찾기 시작했다.

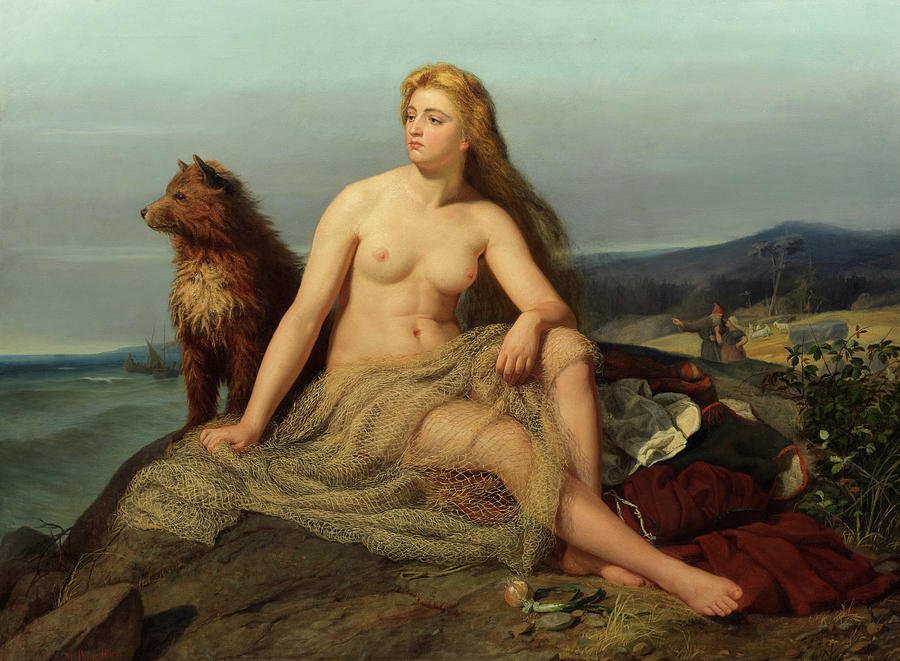
아슬라우그(모르텐 에스킬 빙게 그림).

라그나르는 토라와의 사이에 에이리크(Eiric)와 아그나르(Agnarr)를 낳았다. 몇 년 뒤 토라가 병으로 죽었고, 라그나르는 란달린(Randalin)이라고도 하는 아슬라우그와 재혼했다. 아슬라우그는 시구르드와 브륀힐드의 딸이었다. 라그나르와 아슬라우그는 슬하에 이바르 힌 베이늘라우시, 흐비트세르크 라그나르손, 시구르드 오름 이 아우가 세 아들을 두었다.
라그나르의 아들들은 장성하여 자신들이 아버지에 맞먹는 전사임을 증명하고자 곳곳에 전쟁을 걸고 다녔다. 그들은 셸란섬, 레이드고탈란드(유틀란트), 고틀란드섬, 욀란드섬, 그리고 기타 자잘한 섬들을 정복했다. 가장 나이가 많고 현명한 이바르가 우두머리 노릇을 했으며, 셸란의 레이레에 거점을 마련했다.
라그나르는 아들들이 자신을 넘어서는 것을 원하지 않았고, 원정을 나가면서 에위스테인 벨리를 스웨덴의 대행왕으로 임명하여 아들들이 스웨덴을 건드리지 못하게 지키고 있게 했다. 라그나르가 발트 지역을 노략질하고 있던 어느 여름, 토라 소생의 아들들인 에이리크와 아그나르가 멜라렌호로 왔다. 그들은 감라웁살라로 사자를 보내 에위스테인에게 자기들을 만나러 오라고 했다. 그리고는 에위스테인에게 자신들의 제후가 될 것과 에위스테인의 딸 보르그힐드를 에이리크의 아내로 내놓을 것을 요구했다. 에위스테인은 스비아인 군장들과 논의하여, 에이리크와 아그나르를 공격해 토벌하기로 했다. 그리고 긴 전투 결과 에이리크는 사로잡히고 아그나르는 전사했다.
에위스테인은 평화를 원했기에 에이리크에게 자기 딸과 웁살라 외드(스웨덴 군주의 재정을 뒷받침한 왕실 직할지)의 일부를 떼주겠다고 했다. 에이리크는 그런 무참한 패배를 당한 이상 살기를 원하지 않으며, 창을 똑바로 세워 거기에 꿰뚫려 죽고자 하였다. 그 바람은 이루어졌다.
셸란섬에 진치고 있던 아슬라우그와 그 소생 아들들이 이 소식을 듣자, 죽은 이복형제들의 복수를 하고자 하였다. 아슬라우그는 스스로를 란달린이라 칭하며 몸소 1500 전사들을 데리고 육군을 이끌었고, 아들들은 해군을 이끌었다. 긴 싸움 끝에 에위스테인이 죽었다.
라그나르는 아들들이 제멋대로 내전을 일으키고, 자기에게 도움을 청하지 않고 복수를 한 것이 마음에 들지 않았다. 그리고 크나르 두 척만 가지고 잉글랜드를 정복하여 자신이 아들들보다 더 위대한 전사임을 보이고자 했다. 당시 라그나르의 왕국은 서쪽으로 도브레와 린데스네스에 닿았으며, 베스트폴에서 배를 건조하기 시작했다. 아슐라우그는 잉글랜드의 해안선은 랑스킵 없이 크나르만 가지고 정복할 수 없다며 만류했지만 라그나르는 듣지 않았다.
라그나르는 군대를 이끌고 잉글랜드에 상륙했고 약탈과 방화를 하고 다녔다.

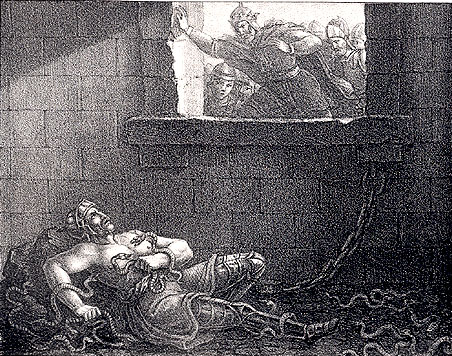
엘라에게 살해당하는 라그나르.

노섬브리아 왕국의 앨라가 이 소식을 듣고, 라그나르의 군대를 압도하는 군대를 동원하여 라그나르를 무찔렀다. 라그나르는 아슬라우그가 만들어 준, 아무것도 뚫을 수 없는 마법의 저고리를 입고 있었다. 라그나르는 포로로 붙잡혀 뱀 굴에 던져졌다. 하지만 뱀들이 그 저고리를 물 수 없었기에 앵글인들이 저고리를 벗기고 나서야 뱀들이 라그나르를 물어 죽였다.
라그나르의 아들들은 복수를 위해 잉글랜드를 공격했지만, 그 중 장남 이바르는 잉글랜드의 군세가 너무 커서 싸우기를 원치 않았다. 이바르는 단 한 번의 패배로 고향으로 도망쳐야 하게 될 것을 걱정했다. 그래서 이바르는 앨라를 바로 공격하지 않고 앨라에게 아버지의 목숨값(웨르겔드)을 요구했다. 이바르는 소 한 마리 가죽으로 덮을 수 있을 만큼의 땅을 요구했다. 그리고 소가죽을 긴 줄 모양으로 썰어내서 도시 하나를 세울 만큼 큰 땅을 그 줄로 둘러싸 뜯어냈다. 그리고 그곳을 잉글랜드의 교두보 거점으로 삼고 개발했는데, 이것이 오늘날의 요크가 되었다고 한다. 이바르는 잉글랜드의 모든 이들과 동맹하였고, 마침내 일대의 모든 군장들이 이바르와 그 형제들에게 충성하였다.
그때에야 이바르는 형제들에게 잉글랜드를 공격하라고 했다. 전투에서 이바르는 형제들의 편에 섰고, 앵글인 군장들 대부분은 이바르가 아닌 자기 백성들의 편에 섰다. 앨라는 포로로 붙잡혔고, 라그나르의 아들들은 그를 블로도른에 처하여 복수했다.
이바르는 잉글랜드 북동부, 과거 그의 선조들(이바르 인 비드파드미, 시구르드 흐링그 등)이 소유했던 땅의 왕이 되었고, 슬하에 윙그바르(Yngvarr)와 후스토(Husto)라는 두 아들을 두었다. 또 이바르는 에드문드 순교왕을 고문해 죽이고 에드문드의 영토를 취하였다.
라그나르의 아들들은 잉글랜드, 웨일스, 프랑스, 이탈리아를 노략질하다 이탈리아의 루나에 닿았다. 그리고 스칸디나비아로 돌아간 뒤 정복지를 분배했다. 뵤른 야른시다는 웁살라와 스웨덴을, 시구르드 오름 이 아우가는 셸란과 스코네, 할란드, 아그데르, 비켄, 린데스네스, 오플란 주의 대부분, 그리고 흐비트세르크는 레이드고탈란드와 뤼초프단넨베르크를 취했다.
시구르드 오름 이 아우가는 앨라의 딸 블라에야(Blaeja)와 결혼했고 하르타크누트라는 아들을 낳았다. 하르타크누트는 아버지의 뒤를 이어 셸란, 할란드 일대, 즉 오늘날의 덴마크를 다스렸으나 비켄에서는 반란이 일어나 노르웨이는 잃었다. 하르다크누트는 고름이라는 아들을 낳았다. 고름(역사성이 확실한 최초의 덴마크 군주)은 강인했지만 조상들만큼 현명하지는 못했다고 한다.
라그나르의 아들들 이야기가 끝난 뒤 이야기는 잉글랜드, 덴마크, 노르웨이의 이후 왕사를 이야기한다.

## 같이 보기
- 이교도 대군세

## 참고 자료
- Waggoner, Ben (2009), 《The Sagas of Ragnar Lodbrok》, The Troth, ISBN 978-0-578-02138-6